# José Gayà
José Luis Gayà Peña (Pedreguer, 25 mei 1995) is een Spaans voetballer die doorgaans als linksback speelt. Hij stroomde in 2012 door vanuit de jeugd van Valencia, waar hij in oktober 2022 zijn contract verlengde tot medio 2027. Gayà debuteerde in 2018 in het Spaans voetbalelftal.

## Clubcarrière
Gayà stroomde door vanuit de jeugdopleiding van Valencia. Hiervoor debuteerde hij op 30 oktober 2012 in het eerste elftal, in de Copa del Rey tegen UE Llagostera. Gayà speelde de volledige wedstrijd. Valencia won die met 0–2 na doelpunten van Jonas en Nelson Valdez. Hij maakte op 12 december 2013 zijn Europese debuut, in de Europa League tegen Koeban Krasnodar. Zijn eerste wedstrijd in de Primera División volgde op 27 april 2014, thuis tegen Atlético Madrid. Op 25 september 2014 maakte hij zijn eerste doelpunt in de Primera División, thuis tegen Córdoba. Op 7 januari 2015 was hij voor het eerst trefzeker in de Copa del Rey, tegen Espanyol.
Gayà werd in het seizoen 2014/15 basisspeler bij Valencia. Zijn ploeggenoten en hij eindigden dat jaar op de vierde plaats in de competitie. Hij speelde in 2015/16 daardoor voor het eerst in de Champions League. Valencia en hij brachten daarna een paar jaar door in de middenmoot, tot ze in 2017/18 weer vierde werden. Zijn ploeggenoten en hij wonnen in 2018/19 voor de achtste keer in de clubgeschiedenis de Copa del Rey. Daarnaast bereikte hij dat seizoen met Valencia de halve finale van de Europa League. Door het wederom behalen van de vierde plaats in de Primera División, mocht hij in 2019/20 voor de derde keer in zijn carrière aantreden in de Champions League. Na acht seizoenen bij Valencia volgde Gayà in augustus 2020 de vertrokken Dani Parejo op als aanvoerder van Valencia. In de jaren die volgden ging het sportief een stuk minder met Valencia. Na drie jaar in de middenmoot, eindigden Gayà en zijn ploeggenoten in 2022/23 twee punten boven de degradatiestreep.

## Clubstatistieken
| Seizoen     | Club        | Competitie       | Competitie | Competitie | Beker | Beker | Internationaal | Internationaal | Totaal | Totaal |
| Seizoen     | Club        | Competitie       | Wed.       | Dlp.       | Wed.  | Dlp.  | Wed.           | Dlp.           | Wed.   | Dlp.   |
| ----------- | ----------- | ---------------- | ---------- | ---------- | ----- | ----- | -------------- | -------------- | ------ | ------ |
| 2012/13     | Valencia    | Primera División | 0          | 0          | 1     | 0     | 0              | 0              | 1      | 0      |
| 2013/14     | Valencia    | Primera División | 1          | 0          | 0     | 0     | 3              | 0              | 4      | 0      |
| 2014/15     | Valencia    | Primera División | 35         | 1          | 2     | 1     | —              | —              | 37     | 2      |
| 2015/16     | Valencia    | Primera División | 20         | 0          | 5     | 1     | 11             | 0              | 36     | 1      |
| 2016/17     | Valencia    | Primera División | 27         | 1          | 3     | 0     | —              | —              | 30     | 1      |
| 2017/18     | Valencia    | Primera División | 34         | 0          | 4     | 0     | —              | —              | 38     | 0      |
| 2018/19     | Valencia    | Primera División | 35         | 1          | 5     | 0     | 9              | 0              | 49     | 1      |
| 2019/20     | Valencia    | Primera División | 24         | 0          | 1     | 0     | 6              | 0              | 31     | 0      |
| 2020/21     | Valencia    | Primera División | 33         | 1          | 7     | 0     | —              | —              | 40     | 1      |
| 2021/22     | Valencia    | Primera División | 24         | 2          | 0     | 0     | —              | —              | 24     | 2      |
| 2022/23     | Valencia    | Primera División | 31         | 1          | 2     | 0     | —              | —              | 33     | 1      |
| Club totaal | Club totaal | Club totaal      | 264        | 7          | 30    | 2     | 29             | 0              | 323    | 9      |

Bijgewerkt t/m 31 juli 2023

## Interlandcarrière
Gayà kwam uit voor diverse Spaanse nationale jeugdelftallen. Hij bereikte met Spanje –19 de halve finale van het EK –19 van 2013 en nam met Spanje –20 deel aan het WK –20 van 2013. Met Spanje –21 haalde hij de finale van het EK –21 van 2017. 
Gayà debuteerde op 11 september 2018 in het Spaans voetbalelftal, in een met 6–0 gewonnen wedstrijd in de UEFA Nations League tegen Kroatië. Zijn eerste interlanddoelpunt volgde op 7 juni 2019. Hij maakte toen de 1–4 in een met diezelfde cijfers gewonnen EK-kwalificatiewedstrijd in en tegen Faeröer. Bondscoach Luis Enrique nam Gayà in 2021 mee naar het EK 2020. Hierop speelde hij alleen in de achtste finale, tegen Kroatië. Hij behoorde oorspronkelijk ook tot de selectie voor het WK 2022. Hij liep vlak voor het toernooi alleen een enkelblessure op en moest daardoor afzeggen.

## Erelijst
| Copa del Rey | 1x | 2018/19 |